# Agner Rokos

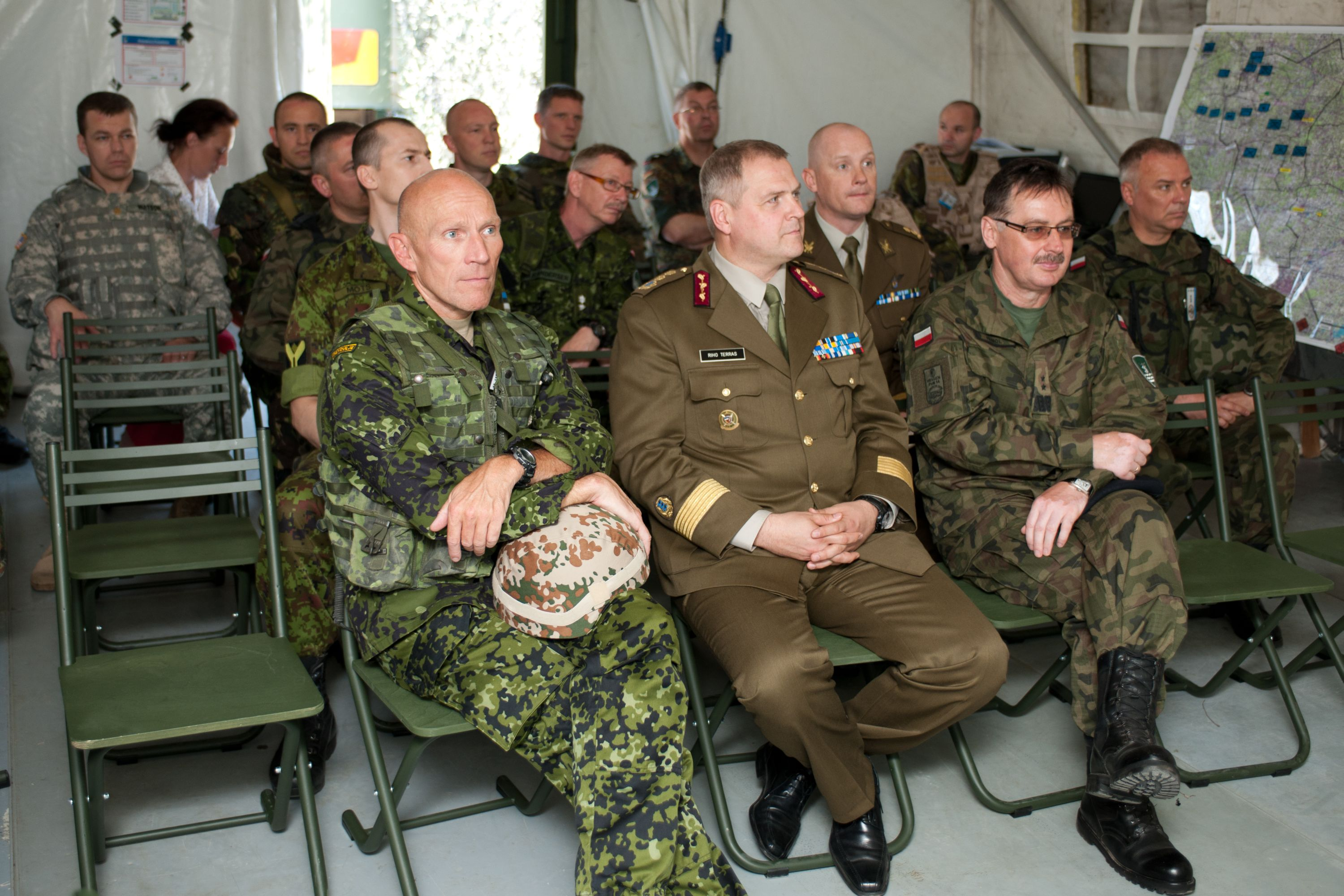
Agner Rokos (2013, vorderste Reihe, links)

Agner Rokos (* 19. April 1958) ist ein dänischer Generalmajor und stellvertretender Kommandierender General des Multinationalen Korps Nord-Ost.

## Leben
Agner Rokos trat 1979 in die dänischen Streitkräfte ein und absolvierte bis 1983 seine Offizierausbildung an der königlich dänischen Militärakademie in Kopenhagen. Danach wurde er als Zugführer, stellvertretender Kompaniechef und Kompaniechef in Jütland eingesetzt, 1987 bis 1988 war er Einsatzoffizier der 1. Brigade und absolvierte den Führungslehrgang für Nachwuchskräfte.
Von 1990 bis 1991 war Rokos als Teil einer UN-Militärbeobachtergruppe in Indien und Pakistan eingesetzt, danach diente er als Einsatzoffizier eines Infanterieregiments in Aalborg. 1992 und 1993 absolvierte er den Führungs- und Generalstabslehrgang an der dänischen Verteidigungsakademie, bevor er Offizier des Stabes im Grundsatzreferat im Verteidigungskommando wurde, im Anschluss bis 1998 Offizier des Stabes im Verteidigungsministerium und Mitglied der Verteidigungskommission von 1997. Danach übernahm er das Kommando über das I. Bataillon des Jydske Dragonregiment in Holstebro.
Es schlossen sich Verwendungen als Leiter der Abteilung Rüstungskontrolle im Verteidigungskommando (2000–2001), ein Auslandseinsatz als Kommandeur NORDPOLBDE im Rahmen von SFOR in Bosnien-Herzegowina (2002) und eine Verwendung als Kommandeur der dänischen Eingreifbrigade (2003–2005) an. 2002 und 2003 absolvierte Rokos einen Fortbildungslehrgang für Stabsoffiziere am NATO Defence College in Rom.
2005 nahm Rokos als stellvertretender Kommandeur am NATO-Ausbildungseinsatz im Irak teil, bevor er bis 2006 die 1. Brigade der dänischen Armee übernahm. Auf NATO-Ebene wurde er von 2006 bis 2009 als Leiter des Joint Force Training Centre im polnischen Bydgoszcz verwendet, danach war er bis 2010 Kommandierender General der Dänischen Division mit Hauptquartier in Haderslev. Nach einer weiteren Verwendung als Kommandeur des Operativen Kommandos Heer wurde er 2013 zum stellvertretenden Kommandierenden General des Multinationalen Korps Nord-Ost ernannt.